# 私花集 (さだまさしのアルバム)
『私花集』（アンソロジィ）は、シンガーソングライターさだまさしの1978年（昭和53年）3月25日発表のソロ3枚目のオリジナル・アルバムである。

## 概要
私小説的な内容の歌（例えば「SUNDAY PARK」）が多いアルバムである。
また、梶井基次郎の小説『檸檬』をベースに、舞台を御茶ノ水に置き換えた「檸檬」のアルバム・ヴァージョン、さだの代表作の一つに挙げられる「案山子」、山口百恵に提供した「秋桜」と「最后の頁」、そして、発表以来ファン投票では常に第1位に選ばれている「主人公」など、重要な曲が収録されたアルバムである。
なお、本作では前作『風見鶏』に続いてジミー・ハスケル（Jimmie Haskell）が4曲編曲を担当している。
アルバム・ジャケットには前作『風見鶏』同様、味戸ケイコによるイラストが用いられた。
累計売上は89万枚を記録。

## 収録曲

### LP / CT
| 全作詞・作曲: さだまさし。 |                       |            |            |                                  |      |
| #                          | タイトル              | 作詞       | 作曲・編曲 | 編曲                             | 時間 |
| 1.                         | 「最后の頁 (ページ)」 | さだまさし | さだまさし | 渡辺俊幸、弦編曲: Jimmie Haskell | 3:32 |
| 2.                         | 「SUNDAY PARK」       | さだまさし | さだまさし | 渡辺俊幸                         | 4:39 |
| 3.                         | 「檸檬 (れもん)」     | さだまさし | さだまさし | Jimmy Haskell                    | 4:30 |
| 4.                         | 「魔法使いの弟子」    | さだまさし | さだまさし | Jimmy Haskell                    | 3:58 |
| 5.                         | 「フェリー埠頭」      | さだまさし | さだまさし | 渡辺俊幸                         | 6:15 |
| 合計時間:                  | 合計時間:             | 合計時間:  | 22:54      |                                  |      |

| 全作詞・作曲: さだまさし（特記以外）。 |                              |                        |                        |              |      |
| #                                      | タイトル                     | 作詞                   | 作曲・編曲             | 編曲         | 時間 |
| 1.                                     | 「天文学者になればよかった」 | さだまさし（特記以外） | さだまさし（特記以外） | 渡辺俊幸     | 4:08 |
| 2.                                     | 「案山子 (かかし)」          | さだまさし（特記以外） | さだまさし（特記以外） | 渡辺俊幸     | 4:48 |
| 3.                                     | 「秋桜 (コスモス)」          | さだまさし（特記以外） | さだまさし（特記以外） | 渡辺俊幸     | 4:17 |
| 4.                                     | 「加速度」(作曲: 渡辺俊幸)   | さだまさし（特記以外） | さだまさし（特記以外） | 渡辺俊幸     | 4:38 |
| 5.                                     | 「主人公」                   | さだまさし（特記以外） | さだまさし（特記以外） | Jimmy Haskel | 4:56 |
| 合計時間:                              | 合計時間:                    | 合計時間:              | 22:47                  |              |      |

### CD
| 全作詞・作曲: さだまさし（特記以外）。 |                                                         |                        |                        |                                  |      |
| #                                      | タイトル                                                | 作詞                   | 作曲・編曲             | 編曲                             | 時間 |
| 1.                                     | 「最后の頁 (ページ)」                                   | さだまさし（特記以外） | さだまさし（特記以外） | 渡辺俊幸、弦編曲: Jimmie Haskell | 3:32 |
| 2.                                     | 「SUNDAY PARK」                                         | さだまさし（特記以外） | さだまさし（特記以外） | 渡辺俊幸                         | 4:39 |
| 3.                                     | 「檸檬 (れもん)」                                       | さだまさし（特記以外） | さだまさし（特記以外） | Jimmy Haskell                    | 4:30 |
| 4.                                     | 「魔法使いの弟子」                                      | さだまさし（特記以外） | さだまさし（特記以外） | Jimmy Haskell                    | 3:58 |
| 5.                                     | 「フェリー埠頭」                                        | さだまさし（特記以外） | さだまさし（特記以外） | 渡辺俊幸                         | 6:15 |
| 6.                                     | 「天文学者になればよかった」                            | さだまさし（特記以外） | さだまさし（特記以外） | 渡辺俊幸                         | 4:08 |
| 7.                                     | 「案山子 (かかし)」                                     | さだまさし（特記以外） | さだまさし（特記以外） | 渡辺俊幸                         | 4:48 |
| 8.                                     | 「秋桜 (コスモス)」                                     | さだまさし（特記以外） | さだまさし（特記以外） | 渡辺俊幸                         | 4:17 |
| 9.                                     | 「加速度」(作曲: 渡辺俊幸)                              | さだまさし（特記以外） | さだまさし（特記以外） | 渡辺俊幸                         | 4:38 |
| 10.                                    | 「主人公」                                              | さだまさし（特記以外） | さだまさし（特記以外） | Jimmy Haskel                     | 4:57 |
| 11.                                    | 「檸檬 (シングル・ヴァージョン)」(ボーナス・トラック)   | さだまさし（特記以外） | さだまさし（特記以外） | Jimmy Haskell                    | 5:42 |
| 12.                                    | 「加速度 (シングル・ヴァージョン)」(ボーナス・トラック) | さだまさし（特記以外） | さだまさし（特記以外） | 渡辺俊幸                         | 4:37 |
| 合計時間:                              | 合計時間:                                               | 合計時間:              | 56:01                  |                                  |      |

### 楽曲解説

#### アナログA面
1. 最后の頁 (ページ)
「秋桜」のカップリング曲として山口百恵に提供された作品（ただし山口盤のタイトル表記は「最後の頁」である）。テーブル（机ではない）の上にマッチ棒を「サヨナラ」という文字の形に並べて火を付ける、という描写が歌詩中にある。当時さだがパーソナリティを務めたラジオ番組に、「真似をしたら机を焦がして母親に叱られた」という投書があったという。
2. SUNDAY PARK
1977年（昭和52年）11月にシングル・リリース済みの作品である。シングル盤「案山子」のB面曲。公園の移り行く風景と自分の過ぎ去った愛を重ね合わせて「自分の置かれた境遇ですら、淡々と過ぎて行く現実のコマの一つに過ぎないのかも?」と気持ちが整理されて行く様を歌った叙情歌。当時持っていたラジオ番組では、このイントゥルメンタル曲をテーマ曲代わりに使っていた。# 檸檬（れもん）
梶井基次郎の小説『檸檬』をベースに、舞台を御茶ノ水に置き換えた歌。歌詩に「喰べかけの檸檬（盗品）聖橋から放る」という描写があるが、さだはこの歌が「白線流し」のように、社会現象にならないかという希望と不安を抱いていた。他に梶井の小説から曲のイメージを得て作られた曲としては「桜散る」（『Glass Age』収録。『櫻の樹の下には』のイメージから）が挙げられる。
この曲は本アルバム発表後の1978年（昭和53年）8月10日にシングル盤でリリースされた。その際には渡辺俊幸による新アレンジでリメイクされ、歌詩も一部変更がなされている。ライヴでは「檸檬」は渡辺俊幸のアレンジに基づいて演奏されることが多い。ただし歌詩は「私花集」ヴァージョンで歌われる。
3. 魔法使いの弟子
父親が我が子に対して「自分は昔魔法使いの弟子だった」と法螺を吹く歌。エンディングに少女の笑い声と「お前、もう寝なさい」と言うさだの声が入っている。さだは「自分の子供はこの話を信じるくらい馬鹿な子に育てたい」とライナーノーツに書いていた。タイトルはポール・デュカスの交響的スケルツォ『魔法使いの弟子』から採られたが、本作とは内容的には関連はない。
4. フェリー埠頭
恋人と別れた女性の悲しみを、船の出港の情景に合わせて歌った曲。後に弟分のチキンガーリックステーキがトリビュートアルバム内で歌っている。

#### アナログB面
1. 天文学者になればよかった
恋の失敗をした男を設計技師に見立て、恋の失敗を設計ミスに喩えて振り返らせることで、気持ちを吹っ切って行く男の心理を唄っている歌。相手である女性の気持ちを一切問題としていない「恋愛に対する男のピントのズレ振り」を自嘲的に唄っている歌でもある。さだはこの自棄になった男と酒を酌み交わし、自分のことを棚に上げて「いかに女の浅薄か」と言いたいとライナーノーツに書いていた。NHKの特番「新春いきなり生放送!! 年の初めはさだまさし」およびその続編「今夜も生でさだまさし」のオープニングには、この曲のインストゥルメンタル版が使われていた[注 4]。
2. 案山子 (かかし)
1977年（昭和52年）11月25日にシングル・リリース済みの作品である。「案山子」を最後に、1984年（昭和59年）の『Glass Age』の「寒北斗」/「オレゴンから愛」（B面は『Glass Age』に収録されなかった）まで既発シングル曲をオリジナル・アルバムには収録しなかった。都会で暮らす弟を思いやる歌。モチーフになっているのは台湾に留学した弟繁理であるが、13歳で単身上京したさだ自身の体験が根底にある。舞台となっている町に明確なモデルはないが、日本の原風景としてさだとゆかりの深い島根県の津和野を想定しているのではないかといわれている。さだの代表曲の一つであり、一時期さだ自身が最も気に入っている作品として挙げていた。
3. 秋桜 (コスモス)
山口百恵が1977年（昭和52年）10月1日にリリースした作品であり、セルフ・カヴァーである。オリジナルは山口盤ではあるが、山口は1980年（昭和55年）に引退したため、以降本作はもっぱらさだによって歌われている。そのためオリジナルがさだで、かつて山口がカヴァーしたと誤解を受けていることがある。また中森明菜や福山雅治、平原綾香などポップス・演歌・クラシック等のジャンルを問わず数多くの歌手によりカヴァーされている。
「日本の歌百選」に選ばれている。
1977年（昭和52年）当時、山口百恵は阿木燿子・宇崎竜童によるいわゆるツッパリ路線の楽曲で売り出していたため、本作をリリースした際には山口に対し「なぜさだの曲を歌うのか」という疑問の声が多かった。また、さだファンからも「なぜ山口の歌を作るのか」という反響もあったという。
レコーディングの際、さだが「（結婚をテーマにした作品であるため）まだピンと来ないでしょう?」と尋ねたときに、当時18歳だった山口は「はい」と正直に答えている。しかしその後、結婚を期に引退するラスト・コンサートの日（1980年（昭和55年）10月5日）に「この歌の意味がようやく分かりました」というメッセージをさだに送ったという[2]。
さだは、山口百恵側からの制作依頼を受けてから督促が来るまで2年間、依頼の事実を忘れていたと言い、その後半年かけて完成したと語っている。こうした経緯からグレープ時代から持ち越した仕事であったことが窺える。さだは、山口には日本的な女性らしい面があるのではないかと考え、あえてそれまでのイメージを一変させる曲を作ったという。
作品は山口のファルセットを発揮するために高音域を選んだ曲作りがなされている。山口盤はヘ短調で歌われている[注 5]が、さだのセルフ・カヴァーでは完全四度下のハ短調で歌われている。
本作は元は「小春日和」というタイトルだったが、曲を聴いたプロデューサー（CBSソニーの酒井政利）の提案で「秋桜」に変更となった。当初、さだはタイトルの「秋桜」を、「コスモス」と読ませるつもりはなく、本来の和名である「あきざくら」とするつもりであった（さだは後に短編小説集『解夏』中に「秋桜（あきざくら）」という作品を出す）。本作のヒットにより「コスモス」というそれまでになかった読み方が広まるようになった[3]。
嫁ぐ娘が母を想う楽曲であり、結婚式披露宴では定番曲の一つになっている。後に同じシチュエーションを母親の視点から歌った作品「秋の虹」（『家族の肖像』に収録）が制作されている。
さだは他の代表作「雨やどり」や「親父の一番長い日」などと同様、妹の佐田玲子をイメージして詩を書いたが、玲子は2013年（平成25年）2月現在未だに独身である。
2008年（平成20年）から京浜急行電鉄京急久里浜駅で接近メロディとしてこの曲が流されている。
本アルバムの解説に娘を嫁にやる親の気持ちとして、「『娘をくれてやるから、一発なぐらせろ!!』くらいの事は云いたくなると思うなあ。」[4] と記しており、後のヒット曲、「親父の一番長い日」の着想が窺える。なお、解説には本作のタイトルが秋桜ではなく「桜秋」と誤植されている。
本アルバムでは山口盤の萩田光雄のアレンジとは相当異なったフォーク・ソング調のアレンジが施されている。ただしライヴではさだは萩田によるアレンジに基づいた編曲で歌うことも多い。
4. 加速度
公衆電話から別れを告げる恋人の声に耳を傾けている歌。最後のコインが落ちた時に恋が終わる。作曲・編曲を担当した渡辺俊幸はビートルズを意識したと語っている。1978年（昭和53年）8月10日にシングル盤「檸檬」のB面曲としてシングル・カットされた。ただしシングル盤ヴァージョンはイントロ前に雨の効果音が入る。
5. 主人公
発表以来、テレビやラジオの企画で行われるファンの人気投票では、「関白宣言」などの数あるヒット曲を抑え1位を続ける人気曲[注 6]。「自分の人生は自分が主人公」という一見当たり前のことが歌われているが、それが落ち込んだ気持ちになった時や自分に自信が持てない時の応援歌として受け入れられているのではないか、とさだ自身は分析している。ただし、さだ自身は「『主人公』より出来の良い歌を作っているはずだ」と語り、作り手と受け取る側の齟齬を感じている。なお、歌詩には当時憧れていたパリ（実際に行ったら失望したらしいが）を思わせるフレーズが織り込まれている。
1988年（昭和63年）3月25日にシングル・カットされて発売された。
1993年（平成5年）の第44回NHK紅白歌合戦で、さだが歌唱した。
1983年（昭和58年）には当時中日ドラゴンズの内野手だった田尾安志がカヴァーし、シングルとして発売した。
2009年からBS朝日で放送されている『鉄道・絶景の旅』のオープニングテーマ曲に採用されていた（2018年3月まで）。歌唱は峠恵子が担当している。
  - すべて作詩[注 7]：さだまさし
  - 作曲：さだまさし（「加速度」以外）、渡辺俊幸（「加速度」）
  - 2005年（平成17年）に再発売されたCD盤にはボーナス・トラックで「檸檬」と「加速度」のシングル・ヴァージョンを追加収録している。

## 参加ミュージシャン
- リード・ボーカル：さだまさし（ヴァイオリン・ソロ B面3）
- アコースティック・ギター：吉川忠英 （A面1.2.5 B面1-4）、さだまさし（A面3）、Jerry Cole（A面3.4）、Gene Pello（B面5）
- エレクトリック・ギター：松原正樹（A面1.2.5 B面1.2.4）
- スティール・ギター：村上律（B面2）
- ピアノ：Larry G. Muhoberac（A面3.4 B面5）、大原繁仁（B面1.3.4）
- エレクトリックピアノ：大原繁仁（A面1.2.5 B面2）、Jimmie Haskell（フェンダー・ローズ・ピアノ A面4）
- ハモンドオルガン：渡辺俊幸（A面2.5）
- シンセサイザー：渡辺俊幸（モーグ A面1.2/ポリモーグ A面5 B面1/ソリーナ A面2）
- ベース：高水健司（A面1.2.5 B面1-4）、Ray Pohlman（A面3.4 B面5）
- ドラムス：林立夫（A面1.2.5 B面1-4）、Gene Pello（A面3.4 B面5）
- パーカッション：穴井忠臣（A面1.2.5 B面1-3）、さだまさし、渡辺俊幸（手拍子 B面1）
- ハーモニカ：崎元護（B面2）
- アルト・サクソフォーン：ジェイク・コンセプション（A面2.5/アルトフルート A面5）
- フルート：William R. Parkins（A面3 B面5）、衛藤幸雄、相馬充（A面5 B面1-3）
- オーボエ：Gene Cipriano（A面3 B面5）、坂宏之（B面2.3）
- フレンチ・ホルン：Vincent DeRosa、David A. Duke（A面3 B面5）
- ハープ：山川恵子（A面1 B面3）、Gayle Levant（A面4 B面5）
- ストリングス：Sidney Sharp Ensemble（A面1.3.4 B面5）、多アンサンブル（A面2.5 B面2-4）
  - Sidney Sharp Ensemble：
    - ヴァイオリン：Sidney Sharp（コンサートマスター）、Bernard Kundell、Tibor Zelig、Jay A. Rosen、William Kurasch、Murray Adler、Joy Lyle
    - ヴィオラ：David Schwartz、Allan Harshman
    - チェロ：Raymond Kelly、Jerome A. Kessler
- コーラス：岡崎広志、大久保計利（A面5）、梅垣達志、磯野太郎（B面1.4）、尾形道子、伊集加代子（A面5 B面1.4）
- 子供の声：畠山さ与り（A面4）